# Даїсі
«Даїсі» — радянський фільм-опера, екранізація однойменної опери Захарія Паліашвілі, знята на кіностудії «Грузія-фільм» в 1971 році. Інша назва — «Сутінки».

## Сюжет
Кіноопера «Даїси» була приурочена до сторіччя з дня народження класика національної музики Захарія Паліашвілі. Опера розповідає про важке життя народу, що захищає свою батьківщину від ворогів, про феодальному побут і звичаї того часу, про велике і чисте кохання. У фільмі зайняті драматичні артисти, співають оперні співаки. Герої опери — юна Маро, її коханий Малхаз і її нелюбимий наречений Кіазо, що за хвилину кинув кероване ним військо через сліпі ревнощі.

## У ролях
- Нана Кіпіані —  Маро
- Далі Тушишвілі —  Нано, подруга Маро
- Картлос Марадаїшвілі —  Малхаз
- Отар Коберідзе —  Кіазо
- Зураб Капіанідзе —  Цангала, старий селянин
- Гіві Берікашвілі —  Тіто

## Оперні партії
- Медея Амиранашвили —  партія Маро
- Тамара Гургенідзе —  партія Нано, подруги Маро
- Зураб Анджапаридзе —  партія Малхаза
- Тенгіз Зеніклішвілі —  Кіазо
- Іраклій Шушанія —  партія Цангала, старого селянина
- Гіві Торонджадзе — епізод

## Знімальна група
- Режисер — Микола Санішвілі
- Сценаристи —  Валеріан Гуніа і Микола Санішвілі
- Оператор — Дудар Маргієв
- Художник-постановник фільму —  Дмитро Такайшвілі
- Звукорежисер — Отар Гегечкорі
- Музичний редактор — Арчіл Кереселідзе

Танці виконують артисти Академічного ансамблю народного танцю Грузії.